# Bubnoffnunatakker
Bubnoffnunatakker är en nunatak i Antarktis. Den ligger i Östantarktis. Storbritannien gör anspråk på området. Toppen på Bubnoffnunatakker är 1 244 meter över havet.
Terrängen runt Bubnoffnunatakker är kuperad norrut, men söderut är den platt. Trakten är obefolkad. Det finns inga samhällen i närheten. 